# HASAG
Hugo und Alfred Schneider AG (HASAG) è stata un'azienda tedesca del settore metalmeccanico che ebbe un ruolo significativo nella produzione di armi durante la seconda guerra mondiale.

## Storia

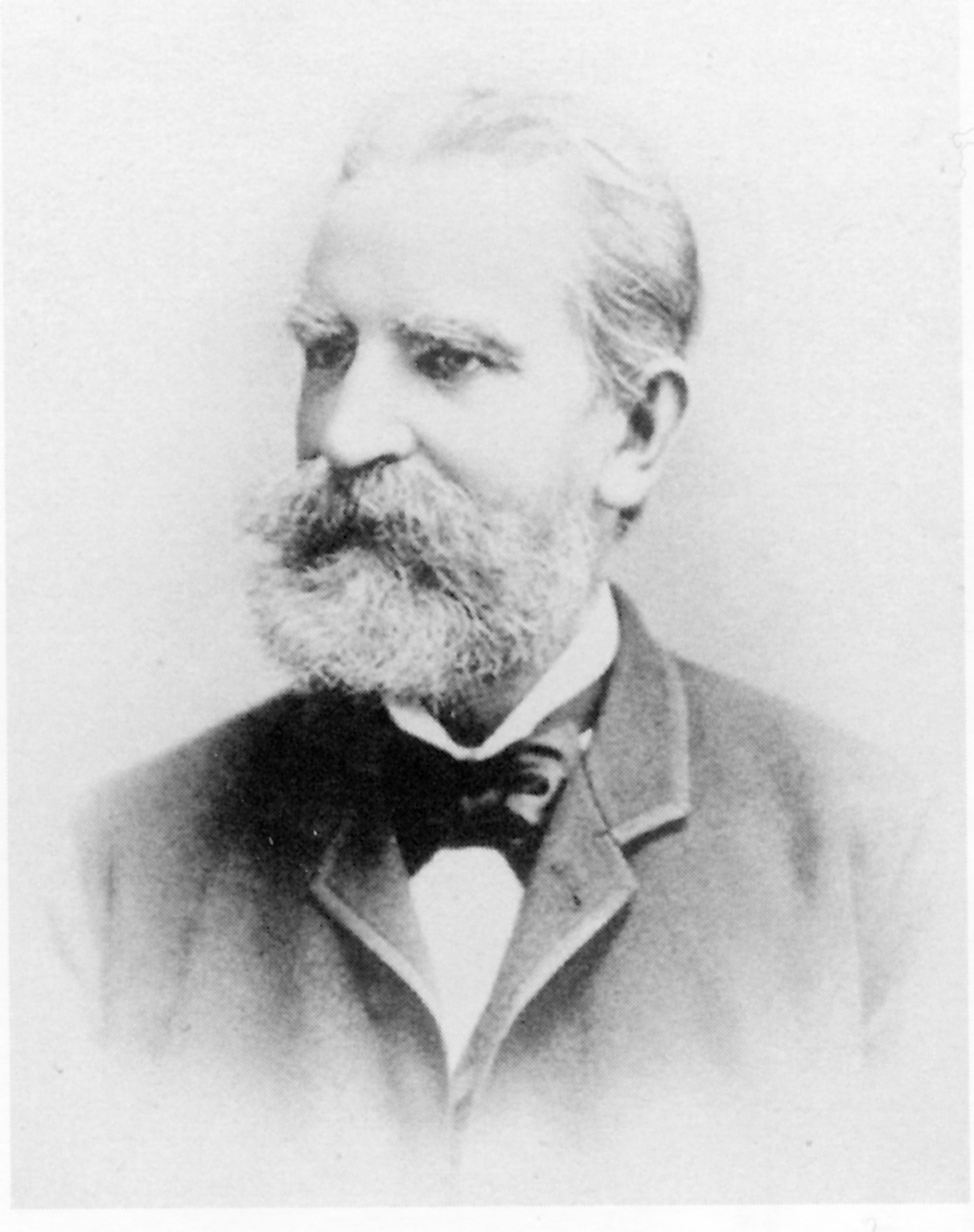
Hugo Schneider intorno al 1888

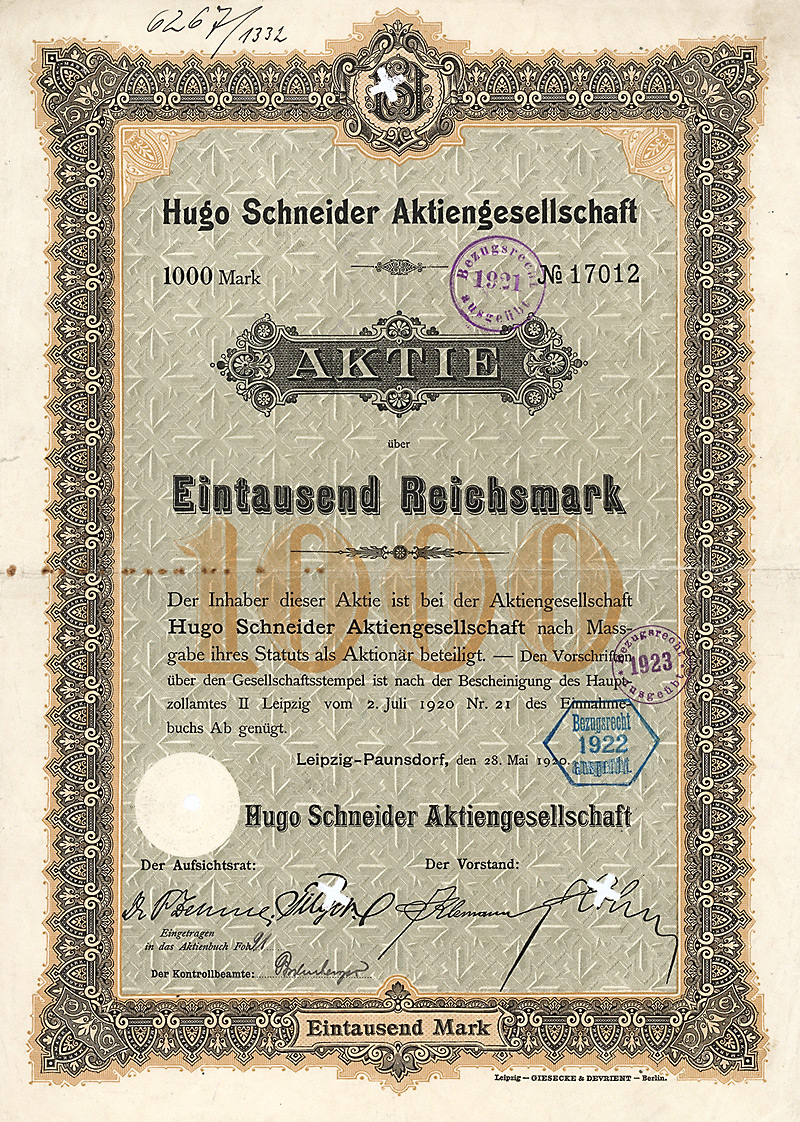
Azione del valore di 1000 marchi della Hugo Schneider AG del 28 maggio 1920

La fabbrica di lampade Haeckel & Schneider venne fondata nel 1863 a Paunsdorf nei pressi di Lipsia.
Nel 1899 divenne società per azioni cambiando nome in Hugo Schneider Aktiengesellschaft, la produzione nel frattempo si era ampliata comprendendo anche articoli per il riscaldamento e pentolame.
Già nel corso della prima guerra mondiale la HASAG aveva iniziato a produrre munizioni e altri armamenti, nel primo dopoguerra l'azienda tentò di ritornare alla produzione originaria.
Dopo la presa di potere di Hitler del 1933 (Machtergreifung) e il riarmo della Germania la HASAG poté nuovamente contare sugli ordini di armi da parte dell'esercito. L'azienda si specializzò nella produzione di armi e in questo settore divenne uno dei più grandi gruppi industriali tedeschi.
Nel 1930 il numero di dipendenti era pari a 1000 con un fatturato annuo di 5 milioni di Reichsmark (RM).
Nel 1932 divenne direttore generale dell'azienda lo SS-Sturmführer Paul Budin e vicedirettore Georg Mumme membro delle SA con il grado di Sturmführer. Nelle posizioni chiave dell'azienda si trovavano membri della SS, della Gestapo o delle SA. Nelle posizioni dirigenziali vi erano quasi esclusivamente membri del partito nazionalsocialista oppure SS e SA.
Dal 1933 l'azienda fornì munizioni alla Reichswehr (dal 1935 chiamata Wehrmacht) e nel 1934 venne ufficialmente dichiarata fabbrica di armi (Rüstungsbetrieb). Nel 1939 il fatturato era pari a 22 milioni di RM. La sede e fabbrica principale si trovava a Lipsia, dal 1935 al 1939 venne ampliata. Ingegnere capo e dirigente incaricato di aprire e poi gestire le filiali di Lipsia, Berlino, Taucha e Altenburg fu Edmund Heckler (che nel 1949 fondò la Heckler & Koch).
Con lo scoppio della seconda guerra mondiale divenne difficoltoso trovare manodopera. Nonostante il richiamo obbligatorio delle donne vennero assunte maestranze straniere ben presto sostituite da detenuti ai lavori forzati. L'azienda ricorse all'uso di prigionieri da diversi campi di concentramento in vari impianti di produzione e mantenne dei centri di detenzione di prigionieri per i lavori forzati sorvegliati e amministrati dalle SS.
Nel 1944 alla HASAG venne riconosciuta dal Ministro del Reich per l'armamento e le munizioni Albert Speer l'incarico esclusivo per la produzione del "Panzerfaust", la HASAG divenne quindi l'unico produttore e poté espandere le sue fabbriche, nel 1945, all'avvicinarsi del fronte, migliaia di prigionieri vennero spostati dalle fabbriche HASAG tramite marce della morte.
Dopo la fine della guerra la fabbrica principale a Lipsia cominciò a produrre pentole, contenitori per il latte, lampade ecc. Alla fine del 1947 gli impianti e le macchine vennero requisite dall'Unione Sovietica come indennizzo per la guerra, la maggior parte degli edifici vennero demoliti.